# Língua lingala
O lingala (em lingala, lingála ou ngala) é uma das grandes línguas bantus, falada como idioma materno na região noroeste da República Democrática do Congo (Congo-Quinxassa) e uma grande parte da República do Congo (Congo-Brazavile). Além disso, serve como língua franca em toda a extensão do território do primeiro país, e goza também de certa importância em partes de Angola e da República Centro-Africana. É falada por mais de dez milhões de pessoas. Sua classificação é "C.36D" no sistema Guthrie de categorização de línguas bantus, e "C.40" no sistema SIL.

## História

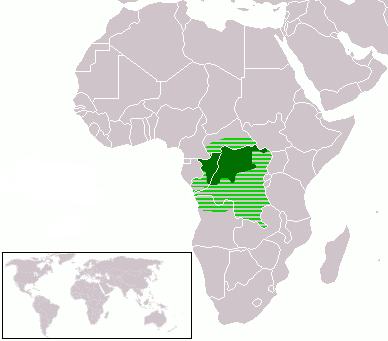
Distribuição geográfica do lingala com as regiões onde é língua materna (verde-escuro) e as demais regiões onde é usada

As origens do lingala remontam ao bobangui, língua falada ao longo do Rio Congo entre Lisala e Quinxassa. O bobangui era a língua comum dos comerciantes da região anteriormente à criação do Estado Livre do Congo. Nas últimas duas décadas do século XIX, após o rei Leopoldo II da Bélgica haver estimulado a ocupação e exploração da área, o bobangi tornou-se mais difundido. Os intermediários e intérpretes empregados pelos Europeus, oriundos de outras partes do continente, como Zanzibar, Comores e o interior de Tanganica, aprenderam-na e influenciaram-na ao misturá-la com os seus próprios idiomas. A administração colonial, necessitando de instituir uma língua comum no território, passou a usar este novo dialeto para propósitos de catequismo e administração, chamando-a de bangala para distingui-la do antigo bobangi. Por voltas da virada do século, missionários da Congregatio Immaculati Cordis Mariae (CICM ou Congregação do Coração Imaculado de Maria em português) embarcaram em um projecto para "purificar" a língua e fazer com que voltasse a ser integralmente bantu.
Meeuwis (1998:7) escreve o seguinte:
Missionários como o protestante W. Stapleton e mais tarde, e com mais influencia, o próprio E. De Boeck julgaram que a gramática e léxico desta língua eram demasiado pobres para propósitos de educação, catequismo, e outros tipos de comunicação vertical com os africanos no noroeste e centro-oeste da colónia. (…) Eles incumbiram-se de 'corrigir' e 'expandir' a língua, utilizando-se dos elementos gramaticais e léxicos das línguas que os rodeavam.
Neste processo de "purificação", o nome bangala foi substituído por lingala, ao emprestar-se um prefixo de uma das línguas regionais. O novo termo aparece pela primeira vez de forma escrita em 1903 em uma publicação do missionário Egide De Boeck da CICM.
O vocabulário do lingala contém inúmeros empréstimos do francês e um número bem menor vindo do inglês, como milk ("leite"), que virou míliki, e book ("livro"), que virou búku. Há também uma considerável influência do português, surpreendente pelo facto de as duas línguas jamais haverem estado em contacto directo.

## Alfabeto
O alfabeto utilizado é o latino com as seguintes particularidades:
- sete vogais - a, e, ɛ (é), i, o, ɔ (ó), u

Nota - o Y é considerado uma consoante - som "I".
- Consoantes do alfabeto latino sem Q e X, mais os grupos consonantais GB, MB, MP, ND, NG, NK, NS, NT, NY, NZ, SH;

A língua Lingala apresenta 4 tons assim marcados:
- baixo - sem marcação
- alto - acento agudo
- decrescente - acento circunflexo
- crescente - caron

## Vocabulário proveniente do português
Acredita-se que as seguintes palavras em lingala tenham a sua origem no português. No entanto, é possível que algumas provenham do francês.
- A - ananasi (ananás)
- B - batisimu (baptismo), bendele (bandeira)
- F - felo (ferro de engomar), fulele (flor)
- K - kamela (camelo), kaminyo (camião), kazaka (casaco), kopo (copo), koyekola (estudar[nota 1]), Kristo (Cristo), kuruse (cruz)
- L - lomingo (domingo), loso (arroz)
- M - manga (manga/fruto), makuta (macuta[nota 2]/dinheiro), manteka (manteiga), matabisi (matabicho), mesa (mesa), mosantu/basantu (santo/santos), mosikitele (mosquiteiro)
- N - ndoki (bruxo), nzambe (Deus)
- P - palata (prata), pilipili (piri-piri)
- S - sabala (sábado), saboni (sabão), saki (saco), sapato (sapato), satana (Satanás), sefu (chefe), sinema (cinema), sukali (açúcar)
- T - tomati (tomate), tribunali (tribunal), tumbako (tabaco)
- V - vinu (vinho)
- W - wolo (ouro)

## Amostra de texto
Artigo 1º da Declaração Universal dos Direitos Humanos:
Em lingala:
Bato nyonso na mbotama bazali nzomi mpe bakokani na limemya mpe makoki. Bazali na mayele mpe basengeli kofanda na bondeko okati na bango.
Em português:
Todos os homens  nascem livres e iguais em dignidade e direitos. São providos de razão e consciência e devem agir uns em relação aos outros num espírito de fraternidade.